# Metylmetakrylat
Metylmetakrylat (MMA) eller metyl-2-metylpropenoat är en ester av metakrylsyra och metanol med kemisk formel C3H5COOCH3.

## Framställning
Metylmetakrylat kan framställas på flera sätt. Den vanligaste metoden utgår från aceton (CO(CH3)2) och vätecyanid (HCN) som via mellanstegen acetoncyanhydrin (C3H6(CN)OH) och metakrylamid (C3H5CONH2). En nackdel är att metoden ger stora mängder ammoniumsulfat ((NH4)2SO4) som biprodukt.
En annan metod som inte ger ammoniumsulfat är att oxidera isobutylen (C4H8) till metakrolein (C4H6O) och vidare till metakrylsyra (C3H5COOH) som sedan får bilda ester med metanol (CH3OH).
Ytterligare en metod utgår från metylpropiat (C2H5COOCH3) och formaldehyd (CH2O).

## Användning
Metylmetakrylat används huvudsakligen för framställning av sin polymer, polymetylmetakrylat.